# Zajączkowo (Varmia y Masuria)
Zajączkowo [pronunciación en polaco: /zajɔnt͡ʂˈkɔvɔ/] (en alemán: Seinskau) es un pueblo en el distrito administrativo de Gmina Grodziczno, dentro del Distrito de Nowe Miasto, Voivodato de Varmia y Masuria, en el norte de Polonia. Se encuentra aproximadamente 7 kilómetros al noroeste de Grodziczno, 8 kilómetros al noreste de Nowe Miasto Lubawskie, y 66 kilómetros al sudoeste de la capital regional, Olsztyn.